# Bymainiella
Bymainiella là một chi nhện trong họ Hexathelidae.